# Chelerythrine
Chelerythrine là một loại alkaloid benzophenanthridine có trong cây Chelidonium majus (celandine lớn hơn). Nó là một chất ức chế protein kinase C mạnh, chọn lọc và tế bào thấm trong ống nghiệm. Và một chất đối kháng hiệu quả của thụ thể CB1 kết hợp G-protein. Nó cũng được tìm thấy trong cây Zanthoxylum clava-herculis và Zanthoxylum rhoifolium, thể hiện hoạt động kháng khuẩn chống lại Staphylococcus aureus và các mầm bệnh khác ở người.